# Онуфрий Киевски
Онуфрий е украински духовник, митрополит на Киев, предстоятел на Украинската православна църква (Московска патриаршия), постоянен член на Свещения синод на Московската патриаршия. Митрополит Онуфрий е гражданин на Руската федерация. 

## Биография
Роден на 5 ноември 1944 година със светското име Орест Владимирович Березовски в семейството на свещеник в село Коритно, Вашковски район, Черновицка област. През 1964 годин завършва Черновицкото техническо училище, работи в строителна организация, през 1966 година постъпва в Общотехническия факултет на Черновицкия държавен университет.
През 1969 г. напуска университета и постъпва във втори клас на Московската духовна семинария. През 1970 г. е приет в числото на братството на Троице-Сергиевата Лавра. На 18 март 1971 г. е постриган в монашество, на 20 юни – ръкоположен за йеродякон, на 29 май 1972 г. – за йеромонах.
През 1980 г. е възведен в сан игумен.
На 28 август 1984 г. е назначен за предстоятел на Преображенския храм на Атонското подворие в село Лукино, Московска област.
На 28 юни 1985 г. е назначен за благочинен на Троице-Сергиевата лавра.
На 15 декември 1986 г. е възведен в сан архимандрит.
През 1988 година завършва Московската духовна академия със степен кандидат на богословие.
На 20 юли 1988 г. е назначен за игумен на свето-Успенската Почаевска лавра.
На 9 декември 1990 г. във Владимирския катедрален храм в Киев е хиротонисан за епископ Черновицки и Буковински.
На 28 юли 1994 г. възведен в сан архиепископ и назначен за постоянен член на Свещения синод на УПЦ.
На 22 януари 1992 г. отказва да подпише обръщение на архиерейското съвещание на УПЦ към патриарх Алексий II за предоставянето на автокефалия на Църквата в Украйна, на 23 януари от митрополит Филарет (Денисенко) преведен на Ивано-Франкивската катедра.
На 7 април 1992 г. възстановен на Черновицката катедра.
На 28 юли 1994 г. възведен в сан архиепископ и назначен за постоянен член на Свещения синод на УПЦ.
През 1995 г. се запознава и впоследствие поддържа приятелски отношения с архиепископ Сиракузки и Троицки Лавър (Шкурла), който през 2001 г. се превръща в първойерарх на РПЦЗ, сега част от Руската православна църква. Те са се срещали както по време на пътувания на владика Онуфрий в Северна Америка, така и по време на неофициални посещения на митрополит Лавър в Украйна.
На 22 ноември 2000 г. е възведен в сан митрополит.
На 23 ноември 2013 г. от митрополит Киевски и на Украйна Владимир е удостоен с правото да носи втора панагия.
24 февруари 2014 г. c тайно гласуване е избран на длъжността местоблюстител на УПЦ.